# Ioan Stănculescu
Ion Stanculescu, romunski general, * 1890, † 1956.